# دنیز کاپتسا
دنیز کاپتسا (ایتالیایی: Denise Capezza؛ زادهٔ ۷ نوامبر ۱۹۸۹) بازیگر اهل ایتالیا است. وی از سال ۲۰۱۱ میلادی تاکنون مشغول فعالیت بوده است.
کاپتسا در ناپل متولد شد و توسط مادری مجرد در پوتیچی بزرگ شد. او پیش از آن‌که به دلیل یک آسیب‌دیدگی مجبور به ترک رقص شود، در زمینه رقص کلاسیک تحصیل کرده بود. پس از این آسیب‌دیدگی، او شروع به یادگیری بازیگری در تئاترو الیکانتروپو در ناپل کرد و سپس در آکادمی بئاتریچه براکوی رم به تحصیل ادامه داد.
‏او در سال ۲۰۲۳ با میکله روزیلو، بازیگر اهل ناپل، ازدواج کرد.
از فیلم‌ها یا برنامه‌های تلویزیونی که وی در آن نقش داشته است، می‌توان به فریب، گومورا و جنایات آینده اشاره کرد.